# Henry Goodman
Henry Goodman (* 23. April 1950 in Whitechapel, London) ist ein englischer Schauspieler.

## Leben
Goodmann besuchte die Central Foundation Boys’ School und ab die 1969 die Royal Academy of Dramatic Art in London.
Gutmann erhielt 1993 den Olivier Award als bester Schauspieler in einem Musical und 2000 den Olivier Award als bester Schauspieler. 1998 war er für den Olivier Award als bester Schauspieler in einem Musical nominiert.
1990 erhielt er den Critics’ Circle Theatre Award als Bester Schauspieler.
Goodman ist Jude und hat fünf Geschwister. Er ist mit Sue Parker, einer Choreographin und Tanzregisseurin, verheiratet. Sie haben zwei Kinder.

## Filmographie
- 1972: The Golden Bowl
- 1989: Recht, nicht Rache (Murderers Among Us: The Simon Wiesenthal Story)
- 1989: Liebe, Rache, Cappuccino (Queen of Hearts)
- 1992: Zorro – Der schwarze Rächer (Zorro, Fernsehserie, 1 Folge)
- 1993: Der Sohn des rosaroten Panthers (Son of the Pink Panther)
- 1997: The Saint – Der Mann ohne Namen (The Saint)
- 1999: Notting Hill
- 2000: Arabian Nights – Abenteuer aus 1001 Nacht (Arabian Nights)
- 2002: Bis zum letzten Vorhang (The Final Curtain)
- 2005: Hooligans
- 2009: Taking Woodstock
- 2013: Yes, Prime Minister
- 2013: Challenger – Ein Mann kämpft für die Wahrheit (Challenger)
- 2013: New Tricks – Die Krimispezialisten (New Tricks, Fernsehserie, 1 Folge)
- 2015: Avengers: Age of Ultron
- 2015: Die Frau in Gold (Woman in Gold)
- 2015: Marvel’s Agents of S.H.I.E.L.D.
- 2015: Im Rausch der Sterne (Burnt)
- 2016: The Limehouse Golem
- 2016: El elegido
- 2017: Genius
- 2018: Unten am Fluss (Watership Down)
- 2020: Unser Mann in Amerika (Vores mand i Amerika)
- 2021: Sundown – Geheimnisse in Acapulco (Sundown)